# Старосокулакский сельсовет
Старосокулакский сельсовет — сельское поселение в Саракташском районе Оренбургской области Российской Федерации.
Административный центр — село Старый Сокулак.

## История
Статус и границы сельского поселения установлены Законом Оренбургской области от 2 сентября 2004 года № 1424/211-III-ОЗ «О наделении муниципальных образований Оренбургской области статусом муниципального района, городского округа, городского поселения, установлении и изменении границ муниципальных образований»

## Население
| 2010 | 2012 | 2013 | 2014 | 2015 | 2016 | 2017 |
| ---- | ---- | ---- | ---- | ---- | ---- | ---- |
| 404  | ↘395 | ↘390 | ↘381 | ↗386 | ↘377 | ↗384 |
| 2018 | 2019 | 2020 | 2021 |      |      |      |
| ↘373 | ↘372 | ↘367 | ↘365 |      |      |      |

## Состав сельского поселения
| № | Населённый пункт | Тип населённого пункта       | Население |
| - | ---------------- | ---------------------------- | --------- |
| 1 | Гремучий         | посёлок                      | 106       |
| 2 | Старый Сокулак   | село, административный центр | 294       |
| 3 | Фёдоровка Вторая | село                         | 1         |
| 4 | Черепановка      | хутор                        | 0         |
| 5 | Широкий Брод     | хутор                        | 3         |